# Haraldur Ingólfsson
Haraldur Ingólfsson (født 1. august 1970) er en islandsk tidligere fodboldspiller (midtbane). Han spillede 19 kampe for Islands landshold og vandt hele fem islandske mesterskaber med ÍA Akranes.

## Titler
Islandsk mesterskab
- 1992, 1993, 1994, 1995 og 1996 med ÍA Akranes

Islandsk pokal
- 1993 og 1996 med ÍA Akranes